# Стемонитис бурый
Стемонитис бурый (лат. Stemonitis fusca) — вид миксомицетов рода стемонитис, широко распространённый в природе.

## Описание
Плазмодий белый. Спороношение имеет вид многочисленных красновато-коричневых цилиндрических «пёрышек» (спорангиев), расположенных на субстрате группами. Спорангий 6-20 мм высотой с чёрной блестящей ножкой длиной обычно больше четверти общей длины спорангия. Внутри спорангия ножка переходит в колонку, продолжающуюся обычно до самого его верха. Перидий быстро исчезает.
Споры диаметром 7—9 мкм, фиолетово-коричневые, с бородавчатой или шиповатой поверхностью.
Похож на S. herbatica, от которого отличается более тёмной окраской спор и наличием на них сетчатой орнаментации.

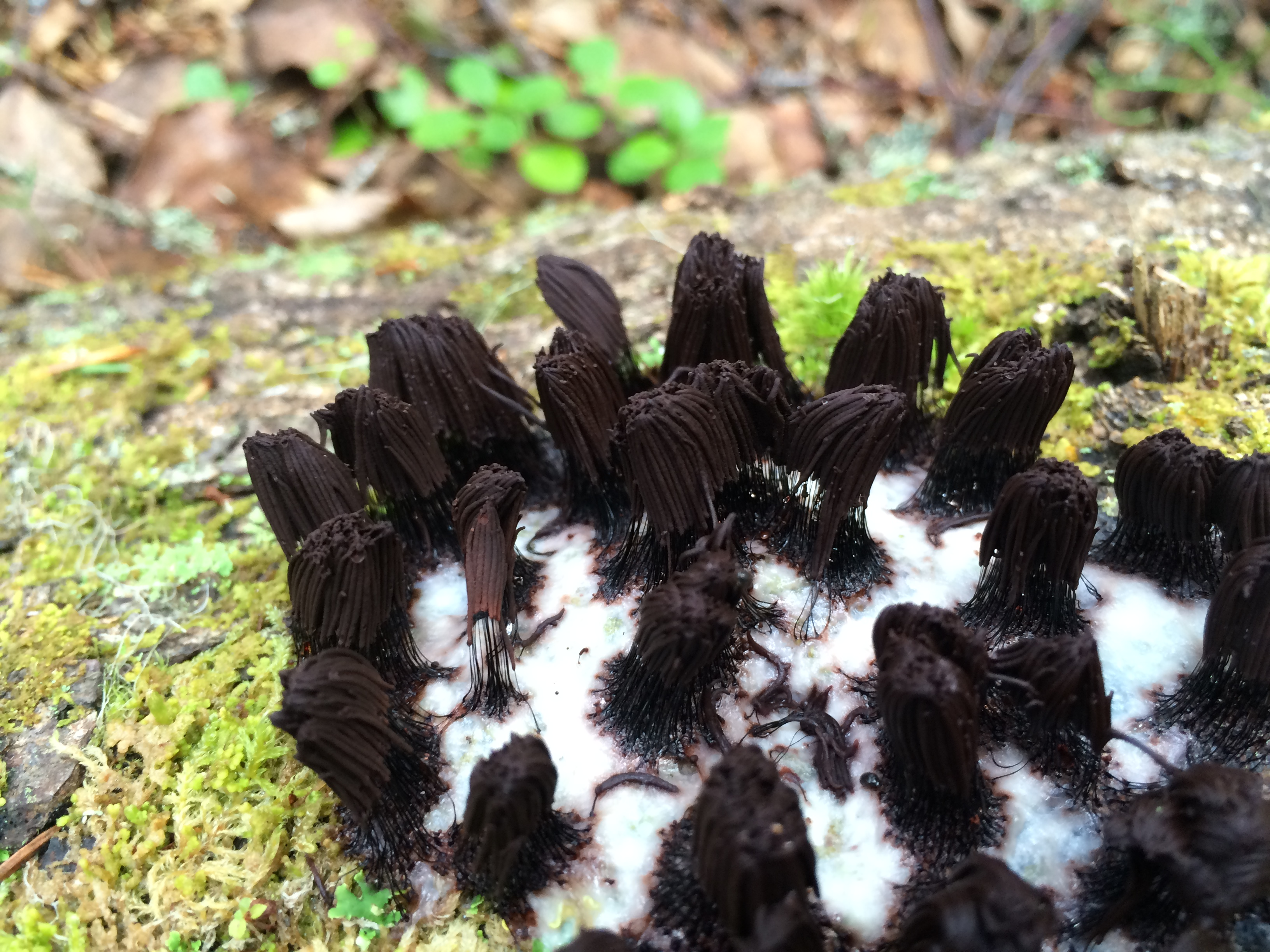
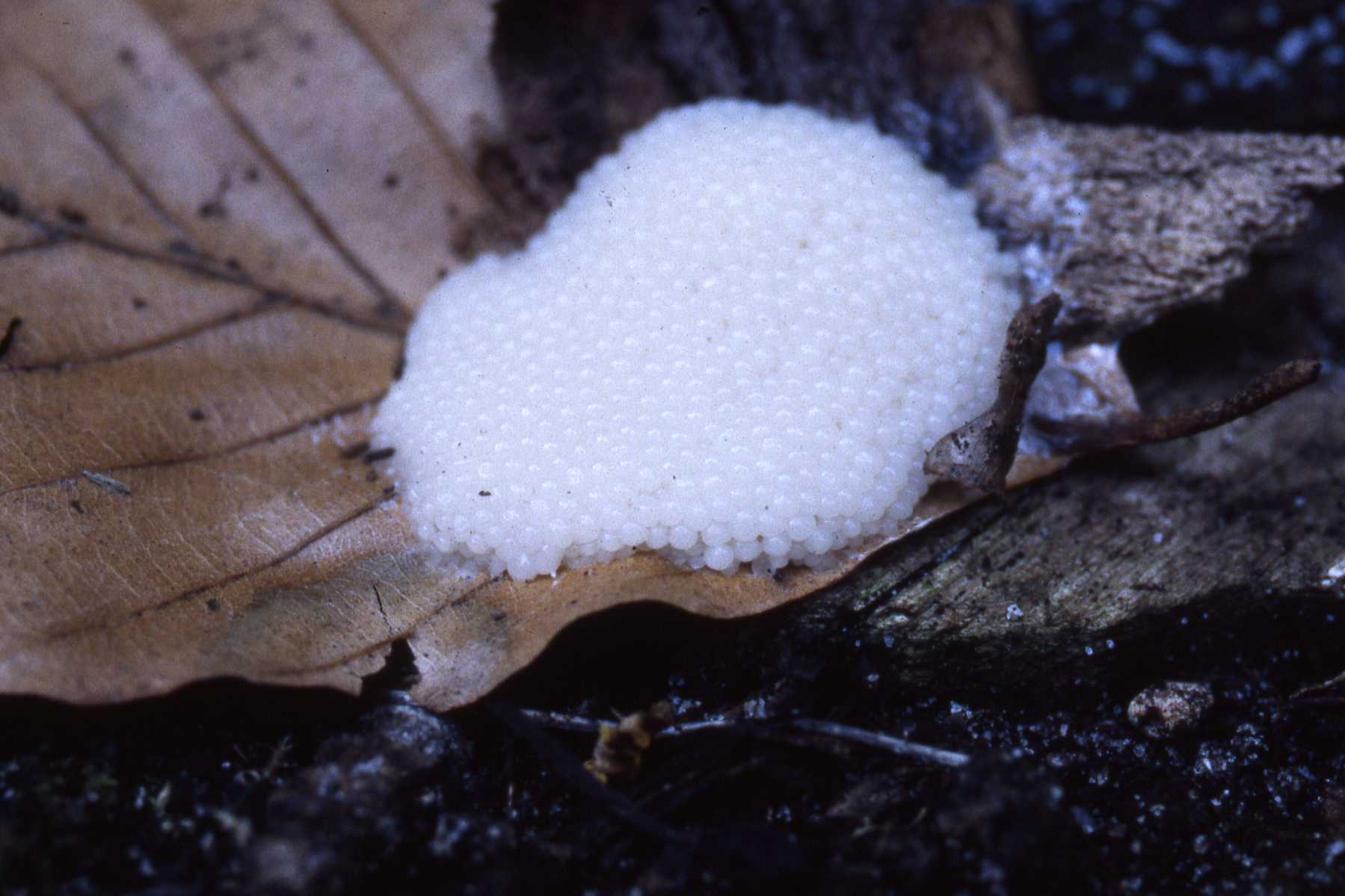
Незрелые спорангии
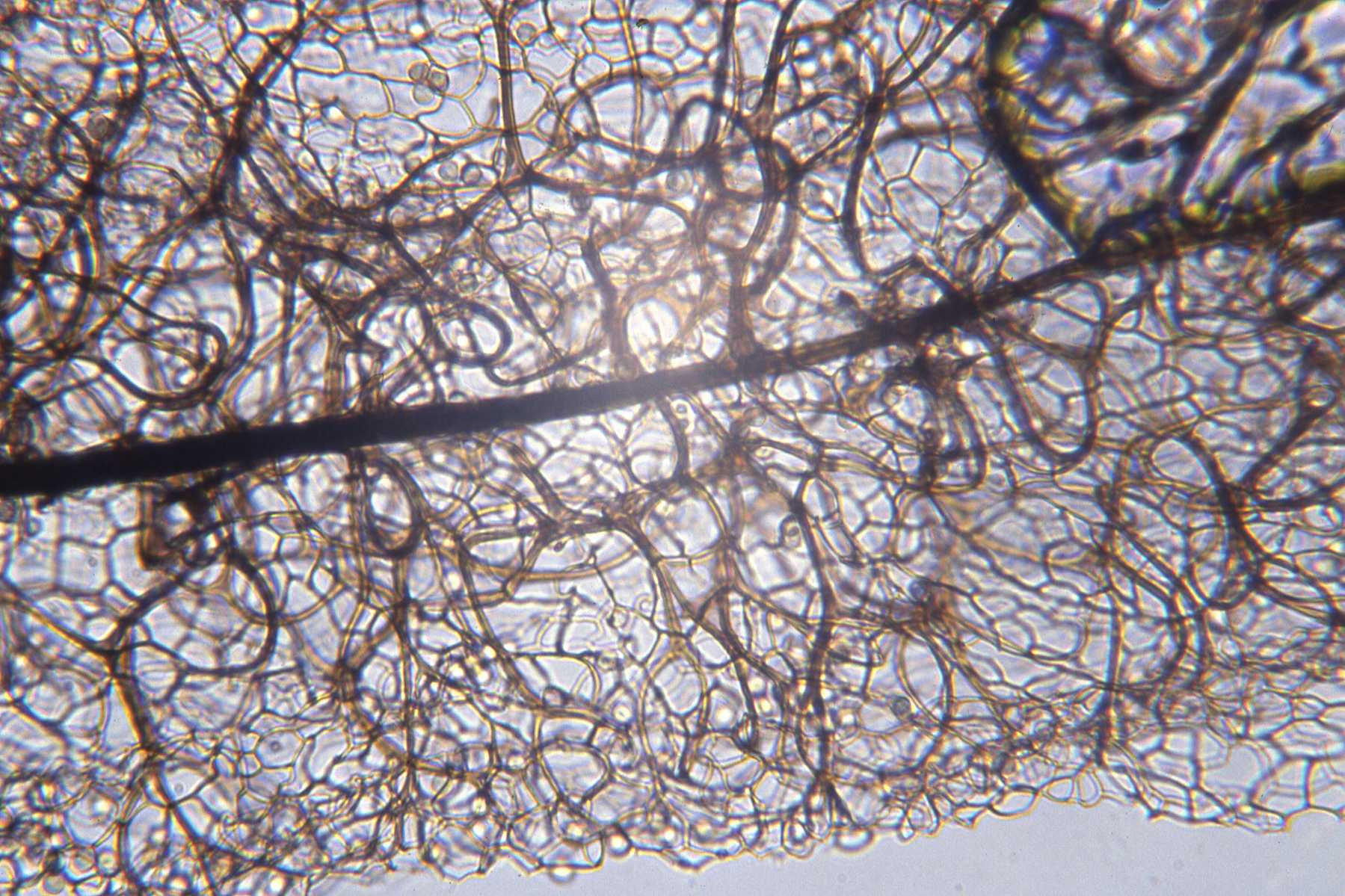
Часть спорангия под микроскопом. Видно колонку, капиллиций и отдельные споры.

## Распространение и экология
Распространён всесветно. Встречается главным образом летом и осенью на гниющем дереве, отмерших ветвях, листьях.